# Zsinagóga

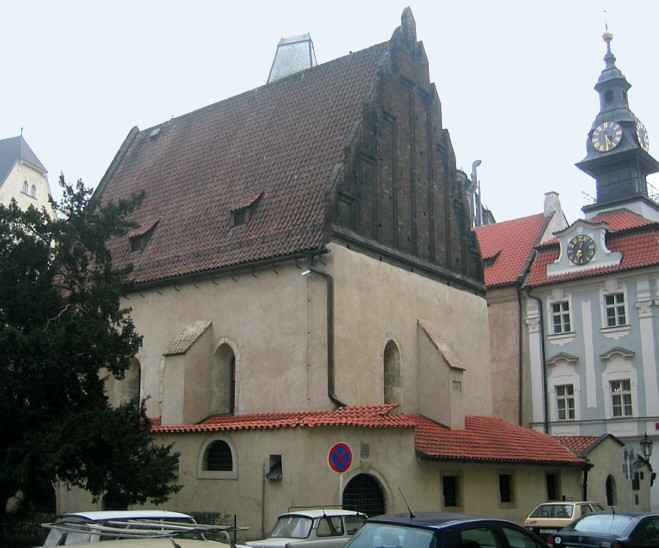
Az 1270-ben épült prágai Régi-új zsinagóga, Európa legrégebbi ma is működő zsinagógája

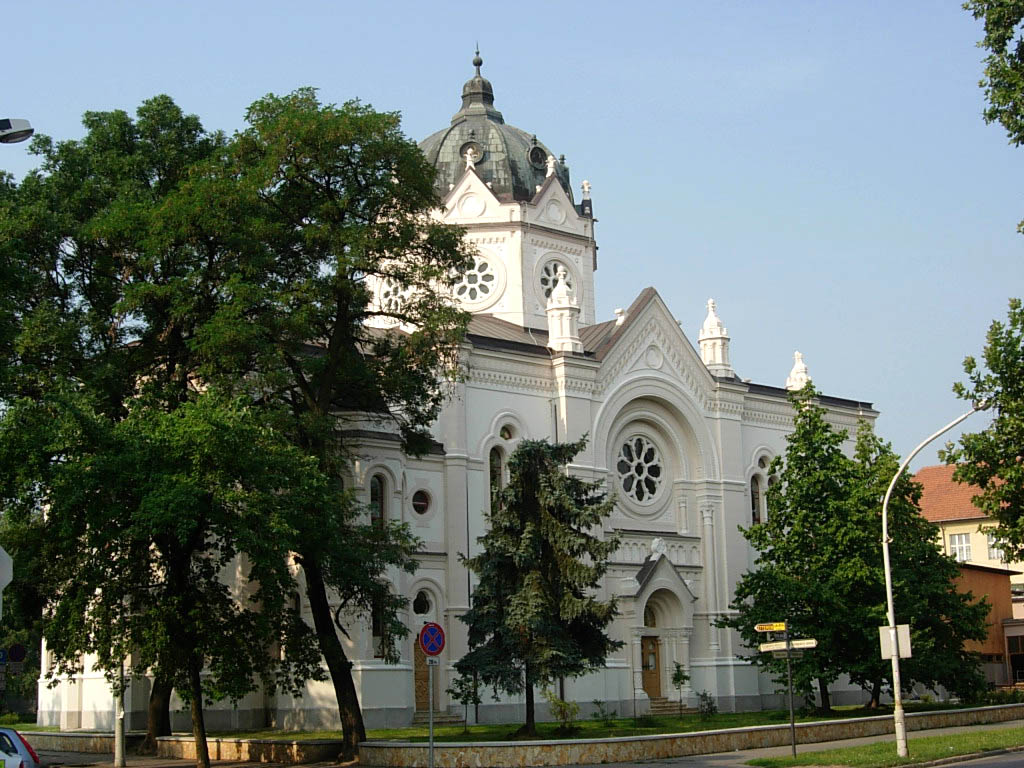
A hajdani szolnoki zsinagóga. Ma képtárként működik.

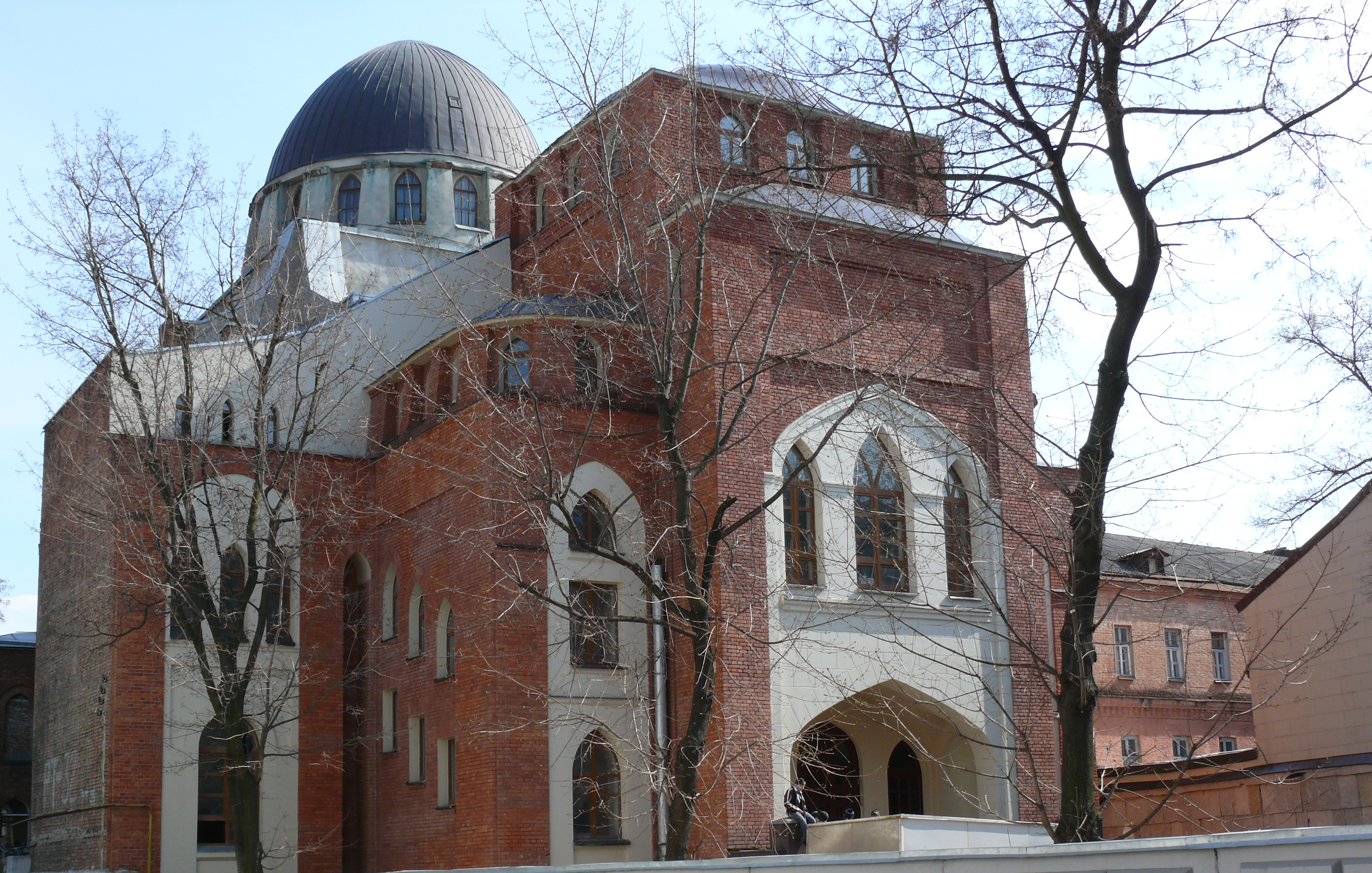
A harkivi zsinagóga. Ma is üzemel, bár a város zsidóságának nagy részét elűzték vagy kiirtották.

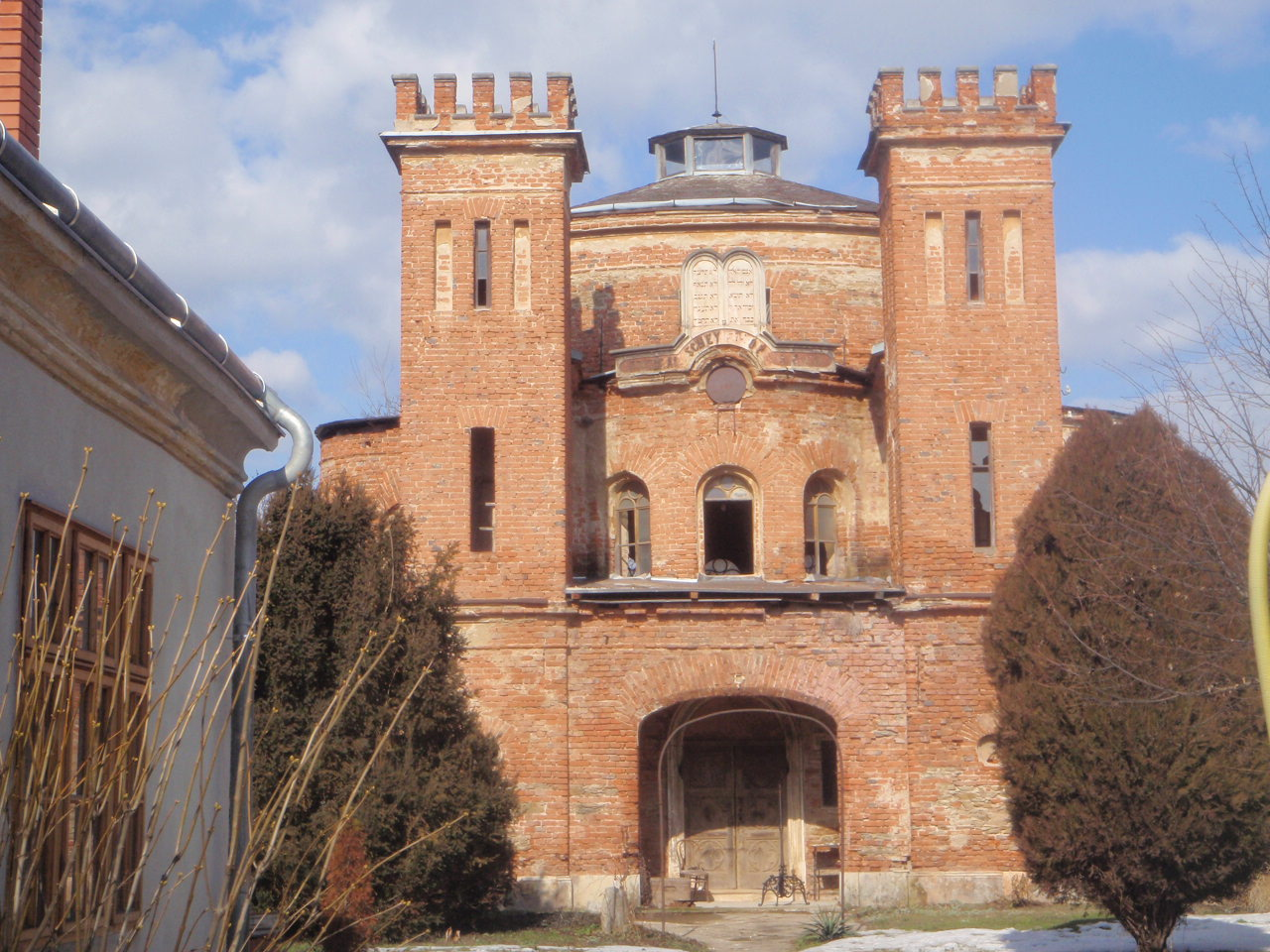
A kőszegi zsinagóga romos épülete a Várkörön

A zsinagóga (héberül: בֵּית כְּנֶסֶת bét kneszet, „a gyülekezés háza”; jiddisül: שול shul) a zsidó istentisztelet helye. A szó a görög συναγωγή, szünagógé, azaz „gyűlés” vagy „gyülekezés” szóból származik, indoeurópai eredetű.
Az ortodox zsidók és a legtöbb konzervatív zsidó zsinagógának hívja az istentisztelet helyét, egyes gyülekezetek azonban más szót használnak rá, például בֵּית תְּפִילָּה bét tefillá, „imaház”). A karaita zsidók az arámi eredetű כְּנִיסָּה kenisszá, az Egyesült Államokban pedig a legtöbb reformzsidó és pár konzervatív gyülekezet a templom szót használja rá.
A zsinagóga rendszerint egy nagy csarnokból áll (fő szentély, az imádkozás helye és itt található a béma és a frigyszekrény), kisebb helyiségekből tanulás céljára, valamint gyakran irodákból és egyéb, gyülekezés céljára szolgáló helyiségekből. Egyes nagyobb zsinagógákban külön helyiség szolgál a Tóra tanulmányozására, ez a בֵּית מִדְרָשׁ bét midrás a „tanulás háza”.
A világ legnagyobb zsinagógája a New Yorkban található Temple Emanu-El zsinagóga. Európa legnagyobb zsinagógája a budapesti Dohány utcai zsinagóga.

## A magyarországi zsinagógák két típusa
- A neológ zsinagógákban – mint például a Dohány utcai zsinagóga is – a tóraolvasó asztal elöl, a frigyszekrény előtt helyezkedik el, imitálva a templomokban lévő oltárt, mintegy utalásként, hogy valamikor a Szentélyben az oltár volt az áldozatbemutatás színhelye. A nők szintén elkülönülve imádkoznak, de nem külön szobában, hanem emeleti karzaton, vagy különálló padsorokban. Lőw Lipót, a tudós szegedi rabbi példáját követve a prédikáció magyarul hangzik el, hiszen ma már igen kevesen beszélik és értik a héber nyelvet. Az istentisztelet fényének emelése céljából a neológ zsinagógákban már helyet kapott az orgona, a kántor – és néhol a rabbi is – reverendát visel az istentisztelet alatt.

- Az ortodox zsinagógákban a tóraolvasó asztal a zsinagóga közepén található, hogy mindenki egyformán jól hallja a szent szöveget. Miután nők és férfiak nem lehetnek egy helyiségben az ima alatt – nehogy elvonják egymás figyelmét az ima áhítatáról – így külön helyiségben imádkoznak a nők, de ha ez valamilyen oknál fogva nem valósítható meg, úgy egy függönnyel kettéválasztják a helyiséget. Az Istentisztelet hagyományosan héber nyelven hangzik el, hiszen ez volt az askenáz (Közép- és Kelet-Európából származó) és a szefárd zsidók közös nyelve. Elutasítják a papi ruházatot, a reverendát, valamint az orgonát.

## Lásd még
- Magyarországi zsinagógák listája